# Ефремов, Арсений Николаевич
Арсений Николаевич Ефремов (1886—1955) — подполковник 50-й артиллерийской бригады, герой Первой мировой войны, участник Белого движения на Юге России.

## Биография
Родился в Самарканде 24 марта (5 апреля) 1886 года. Сын генерал-майора в отставке Николая Алексеевича Ефремова (1843—?). Старший брат Алексей (1882—1964) — также офицер, георгиевский кавалер.
Окончил 2-й Оренбургский кадетский корпус (1903) и Александровское военное училище (1905), откуда выпущен был подпоручиком в 59-ю артиллерийскую бригаду.
11 января 1906 года переведен в 1-ю резервную артиллерийскую бригаду, 9 августа 1910 года — в 50-ю артиллерийскую бригаду. Произведен в поручики 29 августа 1908 года, в штабс-капитаны — 31 августа 1912 года.
В Первую мировую войну вступил с 50-й артиллерийской бригадой. Удостоен ордена Св. Георгия 4-й степени
За то, что 2 ноября 1914 года в бою под Бялотарском, будучи старшим офицером на батарее и находясь под артиллерийским и ружейным огнем противника, огнем своего взвода сдерживал неприятельскую пехоту и тем дал возможность сняться с позиции расположенным впереди 1-й и 2-й батареям. При атаке пехоты противника на батарею, расстреляв все патроны, остановил ее и тем дал возможность нашей пехоте устроиться. Перед тем, как покинуть позицию, испортил орудие 1-й батареи, оставленное за убылью лошадей, причем был ранен в голову, но остался в строю.
Произведен в капитаны 7 февраля 1916 года, в подполковники — 21 июля 1917 года. Женился 30 июля 1917 года на Марии Николаевне Афанасьевой.
В 1918 году служил в гетманской армии, 7 ноября 1918 года назначен в 4-й полк армейской артиллерии. В Гражданскую войну участвовал в Белом движении. В Вооруженных силах Юга России состоял в комиссии по приему материальной части в Англии. В начале 1920 года эвакуировался из Новороссийска на корабле «Владимир» на остров Лемнос. 16 октября 1920 года выехал в Русскую армию в Крым на корабле «Херсон». Полковник.
В 1922 году — в Константинополе, затем в эмиграции в США. Состоял членом Общества офицеров-артиллеристов. Умер в 1955 году в штате Нью-Джерси.

## Награды
- Орден Святого Станислава 3-й ст. (ВП 8.09.1906)
- Орден Святой Анны 3-й ст. (ВП 16.02.1911)
- Орден Святой Анны 2-й ст. с мечами (ВП 26.06.1915)
- Орден Святого Георгия 4-й ст. (ВП 28.07.1915)
- Орден Святого Владимира 4-й ст. с мечами и бантом (ВП 1.12.1915)
- Орден Святой Анны 4-й ст. с надписью «за храбрость» (ВП 27.01.1916)
- Орден Святого Станислава 2-й ст. с мечами (ВП 23.07.1916)